# Calathusa glaucopasta
Calathusa glaucopasta är en fjärilsart som beskrevs av Turner 1942. Calathusa glaucopasta ingår i släktet Calathusa och familjen trågspinnare. Inga underarter finns listade i Catalogue of Life.